# Загоруйко Олександр Якович
Олекса́ндр Я́кович Загору́йко (нар. 10 липня 1955 року, СРСР, УРСР, Вінниця) — радянський і український легкоатлет, фахівець із бігу на довгі дистанції, стипльчезу, кросу, марафону.
Виступав на всесоюзному рівні в 1979—1991 роках, чемпіон СРСР і рекордсмен світу в бігу на 3000 метрів із перешкодами в приміщенні, переможець та призер низки великих стартів всесоюзного значення. Представляв Вінницю та спортивне товариство «Колос». Майстер спорту СРСР міжнародного класу. Заслужений тренер України.

## Біографія
Олександр Загоруйко народився 10 липня 1955 року у Вінниці. Виступав за добровільне спортивне товариство «Колос» (Вінниця), проходив підготовку під керівництвом тренерів Ю. Козловського, М. І. Пуздимира, А. П. Недибалюка. Закінчив Вінницький державний педагогічний інститут (1988).
Вперше заявив про себе в сезоні 1979 року, коли в бігу на 3000 метрів з перешкодами посів восьме місце на змаганнях у Подільську.
- У 1982 на зимовому чемпіонаті СРСР у Москві здобув перемогу в бігу на 3000 метрів з перешкодами, встановивши при цьому чинний світовий рекорд у приміщенні — 8.17,46[2]. Пізніше також виграв крос на 6 км на зимовому чемпіонаті СРСР з кросу в Єсентуках.
- У 1983 році в стипльчезі взяв бронзу на чемпіонаті країни в межах VIII річної Спартакіади народів СРСР у Москві. Окрім цього, здобув срібло на змаганнях у Ленінграді, де встановив особистий рекорд на відкритому стадіоні — 8.26,73.
- У 1984 році фінішував шостим на Меморіалі братів Знаменських у Сочі, став бронзовим призером на чемпіонаті СРСР у Донецьку.
- У 1985 році завоював бронзову нагороду на чемпіонаті СРСР у Ленінграді.
- 1986 року виграв срібну медаль на змаганнях у Дніпропетровську.
- У 1987 році виграв стипльчез на змаганнях у Чернігові, у бігу на 5000 метрів став восьмим на Меморіалі Знам'янських у Москві.
- У 1988 році біг 10 000 метрів на чемпіонаті СРСР у Києві.
- У 1989 році показав сьомий результат у дисципліні 10 000 метрів на чемпіонаті СРСР у Горькому.
- У квітні 1991 року брав участь у чемпіонаті СРСР з марафону в Білій Церкві — показав результат 2:16:56, опинившись у підсумковому протоколі змагань на 19-му рядку[3].

За видатні спортивні досягнення удостоєний почесного звання «Майстер спорту СРСР міжнародного класу».
Займався тренерською діяльністю, зокрема тренував свою дружину Тетяну Позднякову, переможницю всесоюзних та міжнародних стартів. Заслужений тренер України (1991).